# Битва при Мьяхадасе
Битва при Мьяхадасе произошла 21 марта 1809 года в Мьяхадасе, Испания. Испанская конница во главе с генералом Доном Хуаном де Хенестросой напала из засады на 10-й полк французских шассёров под командованием полковника Жак-Жерве Сюберви. Французские солдаты, атакованные с флангов двумя испанскими кавалерийскими полками, понесли большие потери.

## Предыстория
После победы над англо-испанскими армиями в январе 1809 Наполеон вернулся во Францию года, чтобы заняться Австрией. Перед тем как уйти, он попросил своего брата Жозефа Бонапарта, короля Испании, взять под контроль Андалусию. Эта задача была поручена 1-му корпусу маршала Клод-Виктора Перрена, состоявшему из трёх пехотных дивизий под командованием дивизионных генералов Франсуа Амабля Рюффена, Эжен-Казимира Вийята и Жана Франсуа Леваля, двух кавалерийских дивизий под командованием Антуана Шарля Луи де Лассаля и Виктора Латур-Мобура, а также артиллерии под командованием генерала Александра Антуана Юро де Сенармона. Всего у Виктора было 20 тыс. человек и 50 орудий.

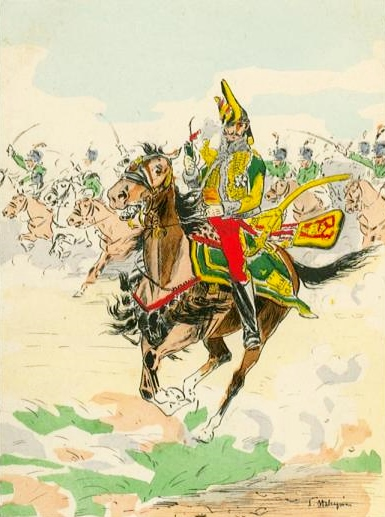
Генерал граф де Лассаль, один из самых талантливых французских кавалерийских командиров, возглавил преследование испанской армии своей кавалерийской дивизией.

Кампания началась 15 марта 1809 года. Французская армия пересекла реку Тахо в нескольких местах и сошлась у Альмараса, защищаемого испанской армией Эстремадуры во главе с генерал-капитаном Григорио Гарсия де ла Куэстой. Войска герцога дель-Парко были разгромлены в Месас-де-Ибор германской дивизией Леваля. Эти поражения заставили Куэсту отойти к реке Гвадиана. Во время отступления испанская кавалерия под командованием генерала Хуана де Хенестросы была назначена в арьергард. У французов преследование возглавил генерал Лассаль со своей кавалерийской дивизией, состоящей из 5-го и 10-го конных шассёрских полков, 2-го гусарского полка и 9-го драгунского полка.
20 марта в Беррокале произошло первое столкновение между 5-м шассёрским полком и испанскими карабинерами. Карабинеры были с большими потерями отбиты французскими кавалеристами, которые потеряли 10 убитых и 15 раненых. Однако Рикард назвал эту битву победой испанцев. На следующий день, пока продолжался отход Куэсты, Хенестроса решил устроить засаду на своих французских преследователей.

## Битва
В тот день, опередив остальную часть дивизии Лассаля, 10-й французский конный шассёрский полк под командованием полковника Жак-Жерве Сюберви прибыл в деревню Мьяхадас, не подозревая о присутствии там испанского арьергарда. Увидев этот изолированный полк, Хенестроса разместил небольшой отряд кавалерии перед Мьяхадасом в качестве приманки и спрятал свои собственные отряды, а также кавалерийские полки Альмансы и Инфанте, по сторонам дороги. Сюберви попал в ловушку и атаковал небольшую группу испанских кавалеристов за пределами деревни. На них немедленно напала из засады испанская кавалерия и быстро одержала верх над 10-м шассёрским полком, который понёс значительные потери в этом неравном бою. Затем Хенестросе удалось уйти без преследования со стороны Лассаля, который только что прибыл на поле битвы с остальной частью своей дивизии.

## Итог
В конце боя, согласно англо-испанским источникам, у 10-го шассёрского полка было 63 убитых и 70 раненых, в то время как французские источники указывают 62 убитых, включая одного офицера. Третий источник сообщил о 150 французских жертвах и заметил, что испанские потери были «очень низкими». Уртюль писал, что французские трупы были «ужасно изуродованы», и добавил, что «дивизия Лассаля прошла суровую кровавую проверку; враги скоро должны были оплатить этот долг».
Неудача у Мьяхадаса вынудила Лассаля прекратить преследование, давая время Куэсте для получения подкрепления. После успеха арьергарда испанский генерал самонадеянно разместил свою армию на высотах возле Медельина, куда французы прибыли утром 23 марта. Последовавшая битва сначала развивалась в пользу испанцев, но вскоре обернулась для них катастрофой. На левом фланге кавалерия Лассаля разгромила своих испанских противников и безжалостно изрубила убегающих защитников, отомстив за шассёров 10-го полка, погибших в Мьяхадасе.